# Resolução 102 do Conselho de Segurança das Nações Unidas
Resolução 102 do Conselho de Segurança das Nações Unidas, foi aprovada em 3 de dezembro de 1953, recomendou à Assembleia Geral que o Japão ser autorizado a tornar parte da estatura do Tribunal Internacional de Justiça, se atendidas as seguintes condições; (a) aceitação da oferta do Estatuto do Tribunal Internacional de Justiça, (b) a aceitação de todas as obrigações de um membro das Nações Unidas, nos termos do Artigo 94 da Carta e (c) compromisso de contribuir para as despesas do Tribunal, a Assembleia Geral deve acessar ao longo do tempo, após consulta com o Governo japonês.
Foi aprovada com 10 votos e uma abstenção da União Soviética.